# جنيفياف كلانسي
جنيفياف كلانسي (بالفرنسية: Geneviève Clancy)‏ هي شاعرة وفيلسوفة فرنسية، ولدت في 21 يناير- كانون الثاني 1937، وتوفيت في 11 أكتوبر- تشرين أول 2005. وهي تعتبر مع شقيقها فيليب تونسولان، من أبرز المثقفين الفرنسيين المناصرين لقضايا التحرر في العالم ومنها القضية الجزائرية ثم القضية الفلسطينية التي ناصرتها طويلا بالأنشطة والكتابات ومن بينها كتابة مسرحية بالاشتراك مع شقيقها وكانت بعنوان «مرورا بجنين» التي تم عرضها في أكثر من مناسبة بعد مجزرة مخيم جنين في الضفة الغربية.

## السيرة الذاتية

### التحصيل الأكاديمي والمهني
كانت جنيفياف كلانسي متحصلة على دكتوراه دولة في الفلسفة، وكانت أستاذة فلسفة واستيطيقا (جماليات) في جامعة باريس واحد بانتيون-السوربون، كما كانت إحدى تلاميذ الفيلسوف الفرنسي جيل دولوز جيل دولوز الذي نشرت معه أطروحتها بعنوان «حول جماليات العنف» De l'Esthétique de la Violence وكانت أيضا تلميذة للفيلسوف موريس دو غاندياك Maurice de Gandillac.
كانت تدير بالاشتراك مع إيمانويل موازان (بالفرنسية: Emmanuelle Moysan)‏، سلسلة شعراء من القارات الخمس Poètes des cinq continents الصادرة عن دار النشر «لارماتان» الفرنسية L'Harmattan، وقد ساعدت من خلال هذه المهمة على اكتشاف العديد من الشعراء. كما كانت في عام 1981 ضمن من شارك في تأسيس «سيساب» CICEP أي «المركز الدولي للإنشاء الفضاءات الشعرية» مع الشاعرين والفيلسوفين جان بيار فاي جان-بيير فاي وفيليب تونسولان Philippe Tancelin (وهو شقيقها) وكذلك مع المؤلفة والمخرجة المسرحية ستيفانيت فوندفيل وقد اشتهر هذا المركز بالعديد من التظاهرات والحلقات الدراسية والإبداعات الأصلية حول التداخل بين الشعر والفنون.

### نشاطها النضالي
كانت في شبابها المبكر تغرس فكرها الفلسفي وكتابتها الشعرية في تاريخ الحراك النضالي للصامتين رغما عنهم، والمهمشين، والمضطهدين. وكان لوقوفها الدؤوب إلى جانب الجزائريين ثم الفلسطينيين صداه في فرنسا عبر انخراطها في خضم النضال من أجل حقوق وكرامة العمال المهاجرين الذين أنشأت من أجلهم سنة 1973 «لجنة للدفاع عن حياة وحقوق العمال المهاجرين» وهو ما حقق عددا من المكاسب الاجتماعية والسياسة الرامية إلى توسيع نطاق الحقوق الأساسية.
وبالإضافة إلى التزاماتها العديدة كـ«شاعرة مدنية» وكناشطة من أجل حرية المضطهدين، فقد كانت إلى آخر أيامها تقوم بتنشيط ورشات الإبداع الشعري مع «فاقدي الحقوق» في إطار جمعية «إغاثة لكل استغاثة - العالم الرابع» ATD Quart Monde التي أنشأها سنة 1957 الأب جوزيف فريسينسكي جوزيف فريزينسكي.

## نشاطها الإبداعي
لا تفصل جنيفياف كلانسي شعرها عن التزاماتها الإيديولوجية. ودليل ذلك هو نصوصها الشعرية العديدة والمنشورة في مجلة «شانج» (التغيير) CHANGE وكذلك لدى الناشر لارماتان دار نشر آرماتان التي أدارت فيها سلسلة «شعراء من القارات الخمس».
أما العلاقة بين الفلسفة والشعر فقد أتت لاحقا وتدريجيا لتحتل مركز عملها الكتابي وبخاصة في "جماليات العنف، جماليات الصيرورة، جماليات الظل، كراسات الليل ثم في آخر ديوان لها. وفي رأي فيليب تونسولان فإن شعر جنيفياف كلانسي، المتسم بالتجذر وبالإرداف الخلفي تناقض ظاهري (أي بالضّديد أو بالمناقضة)، هو الذي "يخترع هذا الجسد المتعطش على الدوام إلى عبارات راغبة في اقتراف التسمية التي لا يمكن تداركها."  وبالنسبة إلى سيرج فنتوريني، فإن شعرها الوضاء والوهاج يرحب بالآخر، "... عندما تصبح العين في الليل شمسا" (من ديوانها "كراسات الليل"، صفحة الغلاف الرابعة). . وكانت، على حد قول فيليب تونسولان "الشقيقة الكبرى لمرتفعات اللزوم".

### من أعمالها المنشورة
- يوم عيد للاسترخاء (بالفرنسية: Fête couchée)‏، منشورات سيغيرس 1973 Éditions Seghers،
- الأفكار الثالثة (بالفرنسية: Tiers-Idées)‏، منشورات هاشيت هاشيت، ضمن السلسلة «منذ الآن»، 1977
- نبذات - جرائم (بالفرنسية: Fragments-Délits)‏، منشورات سيغيرس Éditions Seghers، ضمن السلسلة «نصوص مجنونة» لسنة 1979.
- شبكات، (بالفرنسية: Réseaux)‏ منشورات سيليكس Éditions Silex، 1984
- الصيف المنفلت (بالفرنسية: L'Été insoumis)‏ مع فيليب تونسولان، (1984-1970)، منشورات لارماتان دار نشر آرماتان،1985
- غابة العيش (بالفرنسية: Le Bois de vivre)‏ منشورات لارماتان، 1996، دار نشر آرماتان
- جماليات الظل (بالفرنسية: L'Esthétique de l'Ombre)‏، مع فيليب تونسولان، منشورات لارماتان، 1998، دار نشر آرماتان
- جماليات الصيرورة (بالفرنسية: L'Esthétique du Devenir)‏، منشورات لارماتان دار نشر آرماتان، 1999
- رياح الحضور (بالفرنسية: Vents de présences)‏، منشورات لارماتان 2002، دار نشر آرماتان
- حول جماليات العنف (بالفرنسية: De l'Esthétique de la Violence)‏، طبعة ثانية منشورات كومب آكت Comp'Act، (أطروحة مع جيل دولوز) 2004،
- فن النظر (بالفرنسية: L'art du regard)‏، بحث فلسفي، منشورات شامبتان Champtin، ضمن سلسلة «فن النظر»، 2004
- كراسات الليل (بالفرنسية: Cahiers de la Nuit)‏ منشورات لارماتان، 2004، دار نشر آرماتان
- أمثال (بالفرنسية: Aphorismes)‏ منشورات لارماتان، 2005، دار نشر آرماتان
- سؤال حافي القدمين (بالفرنسية: La question aux pieds nus)‏ (مسرحية كتبتها مع شقيقها فيليب تونسولان)، تلتها مسرحية مرورا بجنين (بالفرنسية: En passant par Jénine)‏، منشورات لارماتان، 2007، دار نشر آرماتان
- الإبداع الفني في مواجهة التكنولوجيات الجديدة (بالفرنسية: La création artistique face aux nouvelles technologies)‏، منشورات كلينكسياك Klincksieck ،2007
- سيدتنا سيدة الحضور (بالفرنسية: Notre-Dame des Présences)‏، تشرين الأول / أكتوبر 2008 دار نشر آرماتان

## بحوث نقدية، مقالات، دراسات، إشادات
- عددان من الدورية “كراسات سيساب" (بالفرنسية: Cahiers du CICEP)‏ عدد 11 (132 صفحة)، والعدد 12 (184 صفحة) في عام 2006. نشرت مع وزارة البحوث الفرنسية ومع جامعة باريس الثامنة.[4]
- «ماضي الصيرورة»، جنيفياف كلانسي، دورية «لوبورتيك» (الرواق) Le Portique، العدد 18-2006، تحت موضوع «هايدغر، الفكر في زمن العولمة»، 2006.[5]